# Lower Creek
Lower Creek (Ocheesee, Ochisi, Ucheesee), ogranak i manja grupa plemena Muskogee Indijanaca koji su geografski poglavito bili smješteni istočno od rijeke Chattahoochee, na području današnje Georgije, i jezično pripadali porodici Muskhogean. Lower Creek plemena bili su Kasihta s istočne obale Chattahoocheeja, i koji su imali 10 sela; Coweta, isprva na gornjoj Ocmulgee, odakle su se preselili na desnu obalu Chattahoocheeja u Alabami, nasuprot Columbusa. Imali su sedam sela; Eufaula, pleme koje je imalo pet sela, a dio je bio među floridskim Seminolama. 
Lower Creeki, prema Bartonu, svoje rođake Upper Creeke nazivali su  'ujacima' .

## Gradovi
Amakalli, Apalachicola, Apatai, Chattahoochee, Chiaha, Chiahudshi, Chihlakonini, Chiskatalofa, Chukahlako, Cotohautustennuggee, Donally's Town, Ematlochee, Finhalui, Hatchichapa, Hihagee, Hlekatska, Hogologes, Hotalihuyana, Huhlitaiga, Itahasiwaki, Kaila, Kasihta, Kawaiki, Kawita (Coweta), Nipky, Ocheeses, Ocmulgee, Oconee, Okitiyakni, Osotchi, Sawokli, Sawokliudshi, Secharlecha, Suolanocha, Tamali, Telmocresses, Wikaihlako.

## Plemenske skupine
Među njima kao i među Upper Creekima bilo je predstavnika drugih jezika.
- Tuskegee - Alabama-Koasati.
- Coweta (Kawíta) - Muskoke.
- Kasihta (Kasíhta) - Muskoke.
- Kolomi - Shawnee, kasnije govore Muskoke
- Hitchiti - Hitchiti.
- Ocmulgee - Hitchiti.
- Apalachicoli - Hitchiti.
- Oconee - Hitchiti.
- Osochee - Timucua, kasnije govore Hitchiti
- Tacusa - govorili su neidentificiranim jezikom
- Ylapi - govorili su neidentificiranim jezikom
- Sawokli - govorili su neidentificiranim jezikom a kasnije Hitchiti.

## Vanjske poveznice
- Creek Indian Tribe